# Озеро (Вытегорский район)
Озеро — посёлок в Вытегорском районе Вологодской области.
Входит в состав Андомского сельского поселения, с точки зрения административно-территориального деления — в Андомский сельсовет.
Расположен на берегу Большого Сарожского озера. Расстояние по автодороге до районного центра Вытегры — 61 км, до центра муниципального образования села Андомский Погост — 29 км. Ближайший населённый пункт — Великий Двор.
По переписи 2002 года население — 235 человек (113 мужчин, 122 женщины). Преобладающая национальность — русские (91 %).
В посёлке Озеро располагалась станция Перевалка Сорокопольской узкоколейной железной дороги, от неё до главной станции в посёлке Сорокополье 28 км. В 2006 году было принято решение о закрытии железной дороги, в том же году она была разобрана.
В деревне работают фельдшерско-акушерский пункт, Озерская основная школа.